# Alexander von Keyserling
Alexander Friedrich Michael Lebrecht Nikolaus Arthur, conde von Keyserling  ( 15 de agosto de 1815 – 8 de maio de 1891 ) foi um paleontólogo, geólogo e naturalista alemão.
Foi membro do clã Keyserling, uma tradicional família de aristocratas germano-bálticos. É considerado um dos fundadores da geologia russa. Fez numerosas expedições por conta do seu amigo,  o tsar Nicolau I da Rússia (1796-1855). Além dos seus trabalhos em geologia, ele realizou também investigações científicas sobre botânica.

## Obras
- Com Johann Heinrich Blasius (1809-1870), Die Wirbelthiere Europa's (Les mammifères d'Europe) (dois tomos em um volume, F. Vieweg und Sohn, Braunschweig, 1840).
- Com Paul Theodor von Krusenstern (1809-1881) Wissenschaftliche Beobachtungen auf einer Reise in das Petschora-Land, im Jahre 1843 (C. Kray, São Petersburgo, 1846).
- Der nördliche Ural und das Küstengebirge Pai-Choi, untersucht und beschrieben von einer in den Jahren 1847, 1848 und 1850 durch die kaiserlich-russische geographische Gesellschaft ausgerüsteten Expedition…  (Buchdruckerei der kaiserlichen Akademie der Wissenschaften, São Petersburgo, 1853).
- Polypodiacea et cyatheacea herbarii bungeani (W. Engelmann, Leipzig, 1873).
- Genus Adiantum L. Recensuit Alexander Keyserling…  (Academia Imperial das Ciências, São petersburgo, 1875).
- Aus dem Tagebuchblättern des Grafen Alexander Keyserling…  (Stuttgart, 1894).